# Aymar di Borbone
Aymar o Ademaro di Borbone (880 circa – prima del 954) fu Signore di Borbone, dal 913 alla sua morte.

## Origine
Le origini familiari di Aymar, primo signore di Borbone, sono presumibilmente rintracciabili in una delle linee genealogiche della famiglia dei Nibelungidi o Nibelunghi.
In una donazione del maggio del 922 all’abbazia di Cluny di alcune sue proprietà egli chiama i suoi genitori Nibelungo e Cunegonda (la donazione è fatta "pro redemptione animae meae et senioris mei Nibelungi genitoris et Kunegundis genetricis"). In una successiva donazione del 28 aprile 924, Aymar oltre il padre e la madre, ricorda il nonno, conte Eckeardus ("Eckeardi comitis avi mei"), due suoi fratelli, Rotberto e Adelelmo e i suoi tre figli, Aimone, Arcimboldo e Dogoberto.
Tramite questo Eckeardus, la stirpe di Aymar potrebbe quindi allacciarsi alla linea carolingia dei Nibelungidi, in quanto Eckeardus potrebbe essere identificato con l’omonimo conte di Chalon, di Autun e di Mâcon, nato tra l'810 e l'815 e morto nell’877; questi era figlio di Childebrando III, conte di Autun (m. post 836), nipote di Childebrando II (m. post 796), bisnipote di Nibelungo (morto fra il 770 e il 786) e infine trisnipote di Childebrando I, conte di Borgogna (morto dopo il 751), quest’ultimo fratello di Carlo Martello poiché figlio di Pipino di Herstal. Va tuttavia precisato che, ad oggi, non è mai stata rintracciata alcuna discendenza di Eckeardus di Chalon,

## Biografia
Secondo la Histoire du Bourbonnais et des Bourbons qui l'ont possédé, Volume 1, nel 913, Ademaro, che già possedeva Bourbon, Hérisson, Murat e Chantelle, ricevette dal Re dei Franchi Occidentali, Carlo III il Semplice, per la sua fedeltà (Fidelis nostri Adhemarii comitis) diversi territori vicino al fiume Allier, dando inizio alla sua signoria borbonese.
In quel periodo fondò un priorato a Souvigny e, secondo il documento n° 217, datato 920, del Recueil des chartes de l'abbaye de Cluny. Tome 1, in data fece una donazione all'abbazia di Cluny; secondo il documento 1A del Titres de la maison ducale de Bourbon, Aymar fece la donazione, nel 916/917.
Ancora secondo la Histoire du Bourbonnais et des Bourbons qui l'ont possédé, Volume 1, nel 923, Ademaro, fece testamento, in cui cita sia il padre, Nibelungo che il nonno, anche lui di nome Aymar, ed inoltre designa come suo erede il figlio primogenito, Aimone.
Sulla morte di Ademaro non si hanno notizie sicure, probabilmente morì verso il 950, in quanto nel novembre di quell'anno vi è una donazione del figlio Aimone al monastero di Cluny, in cui il padre non viene citato (documento n° 782 del Recueil des chartes de l'abbaye de Cluny. Tome 1); comunque dal documento n° 871, datato gennaio 954, del Recueil des chartes de l'abbaye de Cluny. Tome 1, inerente ad una donazione del figlio Aimone, per l'anima dei genitori (supradicti genitoris mei -pater meus Aymardus- et genetricis meæ Ermengardæ), si ha la conferma che Aymar o Ademaro morì prima del 954.

## Matrimonio e discendenza
Ademaro aveva sposato Ermengarda, di cui non si conoscono gli ascendenti, come ci viene confermato dal documento n° 871, datato gennaio 954, del Recueil des chartes de l'abbaye de Cluny. Tome 1, nel quale viene citata come madre di Aimone.
Aymar o Ademaro da Ermengarda ebbe tre figli:
- Aimone ( 900 circa - † prima del 959), che gli succedette, essendo il suo erede[9],
- Arcimbaldo ( ? - † prima del 954, come da documento n° 871, datato gennaio 954, del Recueil des chartes de l'abbaye de Cluny. Tome 1[11]),
- Dagoberto ( ? - † prima del 954, come da documento n° 871, datato gennaio 954, del Recueil des chartes de l'abbaye de Cluny. Tome 1[11]).

### Fonti primarie
- (LA)  Etude sur la chronologie des sires de Bourbon, Xe-XIIIe siecles.
- (LA)  Recueil des chartes de l'abbaye de Cluny. Tome 1
- (LA)  Titres de la maison ducale de Bourbon, tome premier

### Letteratura storiografica
- (FR)  #ES Histoire du Bourbonnais et des Bourbons qui l'ont possédé, Volume 1.